# Australie aux Jeux du Commonwealth
L’Australie a participé à toutes les éditions des Jeux du Commonwealth depuis les premiers Jeux en 1930 au Canada. Le pays a accueilli les Jeux à quatre reprises : en 1938 à Sydney, en 1962 à Perth, en 1982 à Brisbane et en 2006 à Melbourne. Il les accueillera à nouveau en 2018, à Gold Coast. L'Australie est l'une des principales puissances sportives du Commonwealth des Nations. Elle a terminé douze fois en tête du tableau des médailles (dont les six Jeux de 1990 à 2010), et se situe première au classement général des médailles, devant sa principale rivale : l'Angleterre.

## Médailles
Résultats par Jeux :
| Année | Médaille d'or | Médaille d'argent | Médaille de bronze | Total | Rang |
| ----- | ------------- | ----------------- | ------------------ | ----- | ---- |
| 1930  | 3             | 4                 | 1                  | 8     | 5e   |
| 1934  | 8             | 4                 | 2                  | 14    | 3e   |
| 1938  | 25            | 19                | 22                 | 66    | 1er  |
| 1950  | 34            | 27                | 19                 | 80    | 1er  |
| 1954  | 20            | 11                | 17                 | 48    | 2e   |
| 1958  | 27            | 22                | 17                 | 66    | 2e   |
| 1962  | 38            | 36                | 31                 | 105   | 1er  |
| 1966  | 23            | 28                | 22                 | 73    | 2e   |
| 1970  | 36            | 24                | 22                 | 82    | 1er  |
| 1974  | 29            | 28                | 25                 | 82    | 1er  |
| 1978  | 24            | 33                | 27                 | 84    | 3e   |
| 1982  | 39            | 39                | 29                 | 107   | 1er  |
| 1986  | 40            | 46                | 35                 | 121   | 3e   |
| 1990  | 52            | 54                | 56                 | 162   | 1er  |
| 1994  | 87            | 52                | 42                 | 181   | 1er  |
| 1998  | 80            | 61                | 57                 | 198   | 1er  |
| 2002  | 81            | 61                | 63                 | 205   | 1er  |
| 2006  | 84            | 69                | 68                 | 211   | 1er  |
| 2010  | 74            | 56                | 50                 | 180   | 1er  |
| 2014  | 49            | 42                | 46                 | 137   | 2e   |
| Total | 853           | 714               | 650                | 2217  | 1er  |

Athlètes ayant remporté au moins cinq médailles d'or aux Jeux :
| Nom                | Médailles d'or | Jeux                   | Discipline            | Épreuves                                                                                      |
| ------------------ | -------------- | ---------------------- | --------------------- | --------------------------------------------------------------------------------------------- |
| Leisel Jones       | onze           | 2002, 2006, 2010       | Natation              | Brasse, relai medley, relai nage libre                                                        |
| Susan O'Neill      | dix            | 1990, 1994, 1998       | Natation              | Papillon, nage libre (individuel et relai), relai medley                                      |
| Alicia Coutts      | neuf           | 2010, 2014             | Natation              | Papillon individuel, nage libre individuel, medley individuel, relai nage libre, relai medley |
| Petria Thomas      | neuf           | 1994, 1998, 2002       | Natation              | Papillon, relai nage libre, relai medley                                                      |
| Ian Thorpe         | neuf           | 1998, 2002             | Natation              | Nage libre (individuel et relai)                                                              |
| Michael Wenden     | neuf           | 1966, 1970, 1974       | Natation              | Nage libre (individuel et relai)                                                              |
| Phillip Adams      | sept           | 1982, 1986, 1990, 1994 | Tir                   | Pistolet libre (individuel et paire), pistolet à air (paire)                                  |
| Raelene Boyle      | sept           | 1970, 1974, 1982       | Athlétisme            | 100m, 200m, 400m, relai 4x100m                                                                |
| Lisa Curry-Kenny   | sept           | 1982, 1990             | Natation              | Papillon, nage libre (relai et individuel), medley (relai et individuel)                      |
| Hayley Lewis       | sept           | 1990, 1994             | Natation              | Papillon, nage libre (individuel et relai), medley                                            |
| Marjorie Nelson    | sept           | 1950, 1954             | Athlétisme            | 100 yard, 200 yard, relai (4x100y, 4x400y), 660 yard                                          |
| Dawn Fraser        | six            | 1958, 1962             | Natation              | Nage libre, relai nage libre, relai medley                                                    |
| Geoff Huegill      | six            | 1998, 2002, 2010       | Natation              | Papillon, relai medley 4x100m                                                                 |
| Kiril Kounev       | six            | 1994, 1998             | Haltérophilie         |                                                                                               |
| Pamela Ryan        | six            | 1962, 1966, 1970       | Athlétisme            | 80 & 100m haies, relai (4x110 yard, 4x100m), saut en longueur                                 |
| Emily Seebohm      | six            | 2010, 2014             | Natation              | Dos, relai nage libre, relai medley                                                           |
| Christine Trefry   | six            | 1994, 1998             | Tir                   | Pistolet à air (paire), pistolet sportif (paire et individuel)                                |
| Andrew Baildon     | cinq           | 1990, 1994             | Natation              | Papillon individuel, nage libre individuel, relai 4x100m libre                                |
| Neil Brooks        | cinq           | 1982, 1986             | Natation              | Nage libre (individuel et relai), relai medley                                                |
| Michael Diamond    | cinq           | 1998, 2002, 2006, 2010 | Tir                   | Trap (individuel et paire)                                                                    |
| Matthew Dunn       | cinq           | 1994, 1998             | Natation              | Medley, relai nage libre                                                                      |
| Christopher Fydler | cinq           | 1990, 1994, 1998       | Natation              | 4x100m relai nage libre, 4x100m relai medley                                                  |
| Michael Klim       | cinq           | 1998, 2006             | Natation              | Nage libre (individuel et relai), relai medley                                                |
| Lisbeth Lenton     | cinq           | 2006                   | Natation              | Nage libre (individuel et relai), relai medley                                                |
| Bradley McGee      | cinq           | 1994, 1998, 2002       | Cyclisme              | 4000 mètres poursuite individuelle et en équipe                                               |
| Decima Norman      | cinq           | 1938                   | Athlétisme            | 100 yard, 200 yard, relai 4x440 yard, relai 660 yard, saut en longueur                        |
| Ian O'Brien        | cinq           | 1962, 1966             | Natation              | Brasse, relai medley                                                                          |
| Kasumi Takahashi   | cinq           | 1994                   | Gymnastique rythmique | épreuves individuelles                                                                        |
| Karen Van Wirdum   | cinq           | 1990, 1994             | Natation              | Nage libre (individuel et relai), relai medley                                                |